# Друге Монгольське вторгнення в Польщу
Друге монгольське вторгнення в Польщу — воєнний рейд Золотої Орди та її союзників на польські землі, проведений Бурундаєм в 1259—1260 рр.

## Перебіг подій
Початок вторгнення датується 1259 роком. Причиною стали успішні контрміри Данила Галицького під час навали орд монгольского полководця-чингізида Куремси, у ході якого перший очистив від впливу Золотої Орди та приєднав до Галицько-Волинсько князівства всі її володіння до самого Києва.
1259 р. Куремсу замінив темник Бурундай, що привів з собою величезні сили, котрі під його керівництвом тривалий час боролися з Чагатайським улусом. По його вимозі було знесено укріплення більшості великих міст Галицько-Волинського князівства і проведено спільний рейд монгольсько-руської армії на Велике князівство Литовське.
Розуміючи, що дії Данила Галицького поклали фундамент для створення антимонгольської коаліції в Європі, Бурундай вирішив послабити його союзників — угорського короля Белу IV та краковського герцога Болеслава V Сором'язливого, і заодно — позбавити Галицько-Волинського правителя авторитету в їхніх очах. Для цього разом з монголами у рейді брали участь галицько-волинська дружина та вої, половці, і, імовірно — литовці та ятвяги.
В результаті більш ніж 30 000 військо спустошило в Малопольщу.
На початку грудня 1259 р. Бурундай наказав русинським допоміжним силам захопити Сандомир, в цей же час армія Орди просувалася на Захід, розграбувавши абатства Копшивниці і Вонхоцка. У північному напрямку їхній рух скінчився на Радомщині, в Західному — на Сулейовщині. У середині січня дві колони ординських військ зустрілися поблизу Кельцю і Хенцини.
Тим часом облога Сандомиру тривала. Захисники міста відчайдушно пручалися всім спробам його взяти. Після декількох тижнів облоги, монгольські лідери почали переговори з поляками, котрими командував дехто на прізвисько Петро з Крепу (Крепський). Галицько-волинські полководці, котрі брали участь в облозі, порадили йому прийняти умови монголів і разом з рештою населення безпечно залишити Сандомир. Через голод та епідемій, поляки вийшли з міста 2 лютого 1260 р., але монголи порушили свою обіцянку, вирізавши всіх жителів. Саме місто було розграбовано і спалено дотла. 15 лютого коаліція покинула його.
В період між 10 та 12 січня інша частина ординських військ об'єдналася та розграбувала густонаселений південь Малопольщі. Це супроводжувалося масовими вбивствами та руйнуваннями.
У другій половині лютого, монголи досягли Кракова та швидко захопили більшу частину міста, проте не змогли взяти добре укріплену та захищену Вавельську фортецю. Щоб запобігти посиленню сілезьких п'ястів, Бурундай повів частину монгольських військ до Битоми. Герцог Болеслав V зі своєю дружиною втік до Сєрадзу.
В кінці березня 1260 р., монголи зі Сходу обійшли передгір'я Карпат та залишили Малопольщу.